# Nuuk Golfklub
Nuuk Golfklub er hjemmehørende i Nuuk, Grønlands hovedstad.
Klubben består af en 9 hullers DGU-rated bane, et klubhus samt diverse træningsmuligheder. Det hele placeret samlet nord for  Ilimmarfik på nordvejen til lufthavnen.
Banen har ni huller og måler 2.109 meter (gul tee) og 1.790 meter (rød tee).
Banen er på par 33 med et par 5-hul, fire par 4-huller og fire par 3-huller.
Golfspillere i Nuuk har siden 5. august 2000 haft mulighed for at spille på naturligt grønt græs i sommermånederne.

I vintermånederne spiller klubbens spillere indenfor i klubhuset på to Trackman-simulatorer.

Nuuk Golfklub er associeret medlem af Dansk Golf Union og medlem af Grønlands Idrætsforbund.